# خط آ-آ
خط آ-آ (انگلیسی: A-A line) یا به عبارتی آرخانگلسک-آستراخان برای مدت کوتاهی اهداف نظامی عملیات بارباروسا بود. نام دیگری که به آن شناخته می‌شود خط ولگا-آرخانگلسک-آستراخان است. اولین بار با فرمان ۲۱ آدولف هیتلر مطرح شد که اهداف و شرایط تعیین شده آلمان را در عملیات بارباروسا برای حمله به اتحاد جماهیر شوروی سوسیالیستی مشخص کرد، و در آن دستیابی به «خط عمومی ولگا-آرخانگلسک» را به عنوان هدف کلی نظامی تشریح کرده بود.

## تاریخچه
این خطوط عملیاتی اولین بار در تابستان ۱۹۴۰ توسط اریش مارکس مورد ارزیابی نظامی قرار گرفت و اسمی که برای آن انتخاب کرده بودند عملیات انتخابی شرق بود،این گزارش در حمایت از اشغال روسیه طراحی شد (آنچنانکه عمد داشت آن را اتحاد جماهیر شوروی بخواند) تا خط «ولگا-آرخانگلسک (نیژنی نووگورود) - روستوف (روستوف-نا-دونو)» را به منظور جلوگیری از تهدیدی که آلمان در آینده برای خود می‌دید و «محافظت از خود در برابر بمباران دشمن» حفظ کند. مارکس پیش‌بینی کرده بود که این عملیات بزرگ، از جمله تسخیر مسکو و فراتر از آن، به بیش از ۹ تا ۱۷ هفته زمان نیاز دارد.
خط فرضی آ-آ قرار بود که از بندر آرخانگلسک در دریای سفید تا شمال روسیه و امتداد رود ولگا تا بندر آستراخان در دهانه ولگا در دریای خزر کشیده شود، با این‌حال حمله آلمان به اتحاد جماهیر شوروی نتوانست هیچ‌یک از این اهداف را تأمین کند.

## اهداف

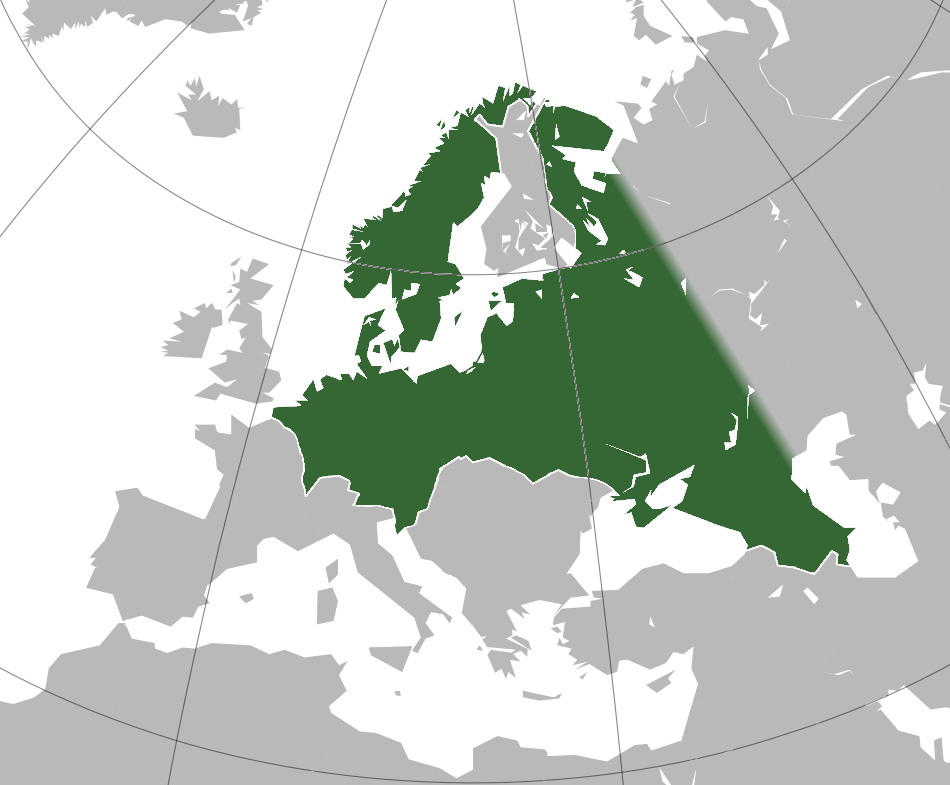
قلمرو تحت اهداف خط ولگا-آرخانگلسک-آستراخان

طرح حمله‌ای که برای ارتش سرخ داشتند واقع در غرب خط آ-آ بود و قرار بر این بود که در ۱۹۴۱ در یک عملیات سریع نظامی (بلیتسکریگ) تا قبل از فرارسیدن زمستان ارتش سرخ را شکست دهند. ارتش آلمان بر این باور بود که عمده تجهیزات نظامی شوروی و بخش اصلی علوم و صنایع غذایی و منابع انسانی آن در سمت غرب خط آ-آ قرار دارد؛ و درنتیجه هنگام دستیابی به این خط، اتحاد جماهیر شوروی از عمده دارایی‌های خود و قریب به ۸۶٪ از منابع نفتی قفقاز محروم می‌شد.
خط آ-آ به عنوان هدف نهایی علیه دشمن انتخاب شد چرا که اشغال کل اتحاد جماهیر شوروی با توجه به ابعاد جغرافیایی آن آنهم تنها در یک کارزار نظامی غیرممکن بود؛ و قرار بود بقیه مراکز صنعتی اتحاد جماهیر شوروی که در شرق خط آ-آ قرار داشتند از طریق بمباران هوایی نابود شوند، که برای آن کل ("ناوگان هوایی" آلمان معادل یک گروه ارتش) را در نظر گرفته بودند.